# Wandkanker

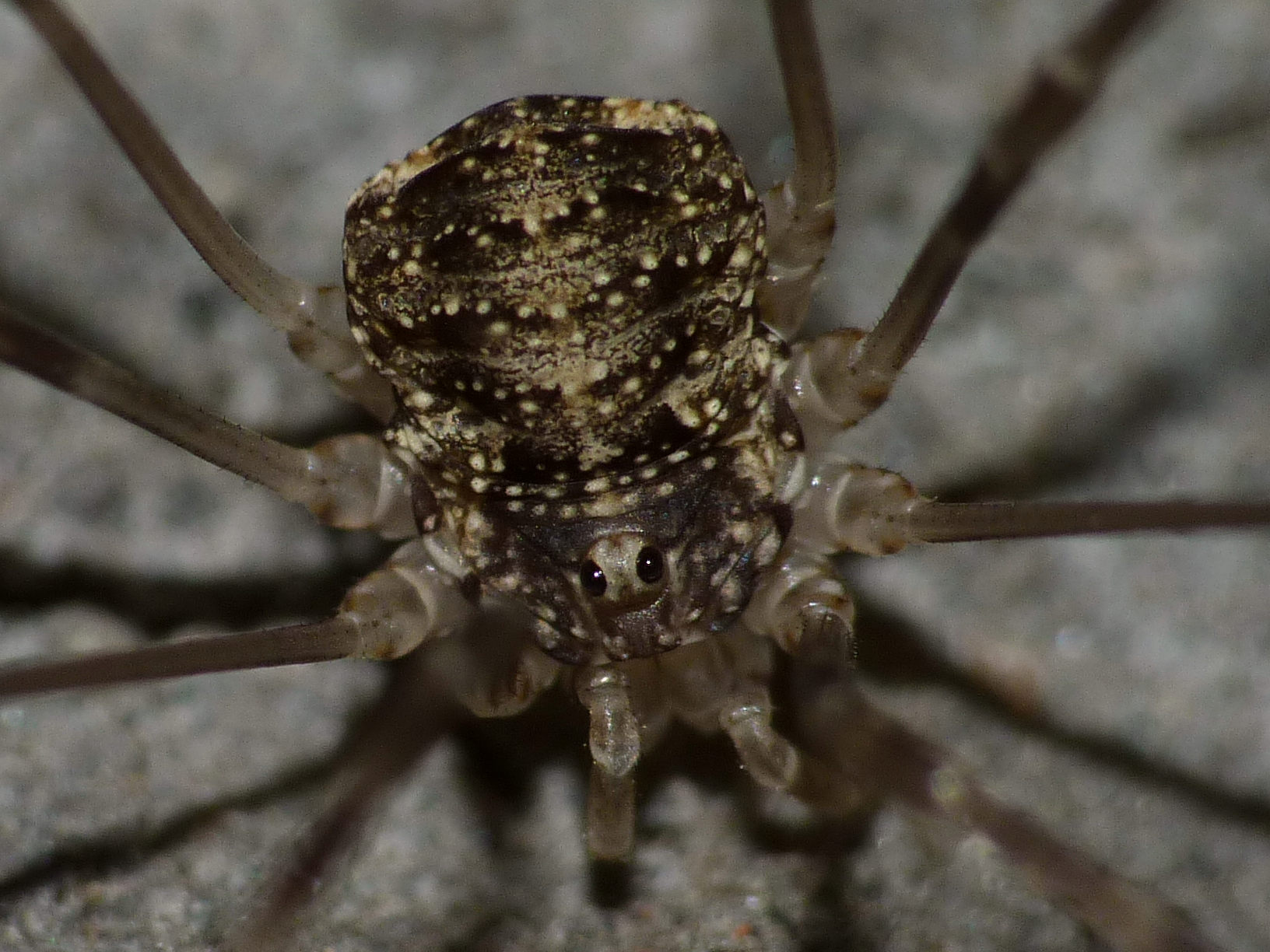
Dorsale Nahaufnahme

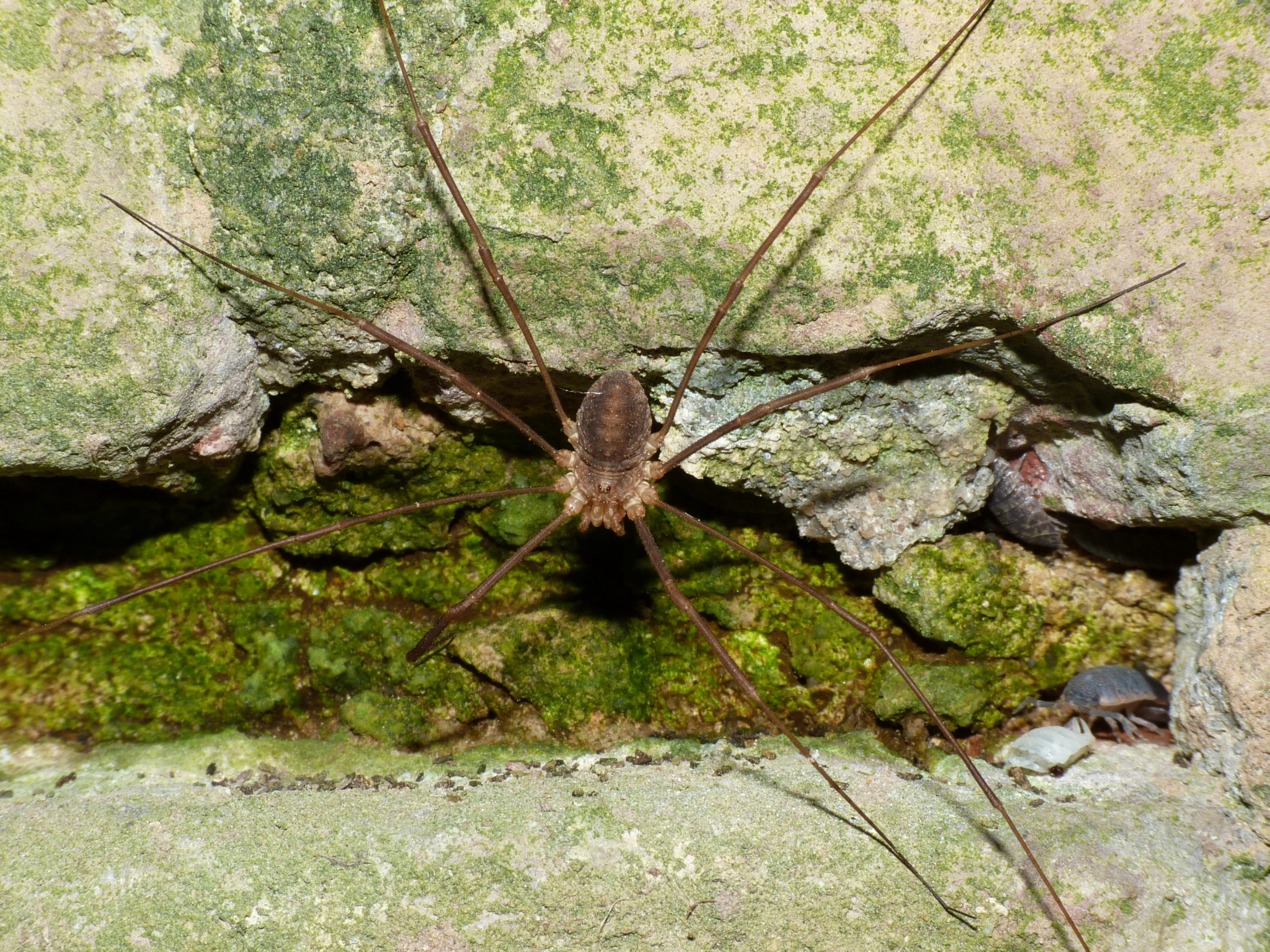
Ein Männchen an einer Mauer

Der Wandkanker (Opilio parietinus) ist eine Art der Weberknechte und holarktisch verbreitet.

## Merkmale
Die Körperlänge der Weibchen beträgt etwa 6–8 mm, die der Männchen 4–6,5 mm. Der Körperbau ist kräftig mit langen Beinen. Weibchen sind erkennbar an dem eiförmigen, grauen Hinterleib, der des Männchens ist gelblicher. Die Bauchseite ist reinweiß. Eine markante Sattelzeichnung fehlt dieser Art. Männchen weisen gehörnte Cheliceren auf. Die Art ist dem Apenninenkanker sehr ähnlich, weist jedoch keine gelben Querstreifen auf.

## Verbreitung und Lebensraum
Ursprünglich stammt die Art vermutlich aus Zentralasien und hat sich von dort nach Europa ausgebreitet. Von Europa wurde sie schließlich nach Nordamerika eingeschleppt. Die Art ist insgesamt weit verbreitet in Europa, Nordamerika und Nord- bis Westasien. Eingebürgert wurde sie außerdem auf Tasmanien. In den genannten Gebieten ist die Art vor allem in den gemäßigten Zonen zu finden, in Teilen Südeuropas oder im Süden Nordamerikas fehlt sie. Nach Norden hin kommt sie bis nach Island, Sibirien, die zentralen Teile Skandinaviens und Kanada vor. Die einstmals sehr häufige Art wurde in Europa in vielen Gebieten durch den Apenninenkanker (Opilio canestrinii) verdrängt und ist selten geworden. In Deutschland gilt sie als stark gefährdet und ist kaum noch zu finden.
Es werden eine Vielzahl verschiedener Lebensräume besiedelt, unter anderem Gebäude, Schuppen, Weidezäune, Mauern, Höhlen oder in dichtem Pflanzenbewuchs. 

## Lebensweise
Von Ende August bis November kann man Wandkanker an sonnenbeschienenen Wänden beobachten, wo sie mit weit gespreizten Beinen bewegungslos verharren. Die Paarung erfolgt durch die Übergabe eines Samenpakets (Spermatophore). Häufig wird das Männchen im Anschluss vom Weibchen aufgefressen. Die Eier überwintern im Boden oder in Spalten, wo sie vom Weibchen abgelegt wurden. Für eine optimale Entwicklung benötigen die Eier eine mehrwöchige Kälteperiode. Die Nahrung der Wandkanker besteht aus pflanzlicher und tierischer Kost. Zwar jagen sie gelegentlich aktiv, doch meistens leben sie von totem organischem Material.

## Taxonomie
Das Basionym der Art lautet Phalangium parietinum. Weitere in der Literatur zu findende Synonyme sind Opilio longipes Herbst 1798, Phalangium cinereum Wood 1868 und Mitopus californicus Banks 1895.